# Болгар (Нижнекамский район)
 Болгар  — село в Нижнекамском районе Татарстана. Входит в состав Сухаревского сельского поселения.

## География
Находится в центральной части Татарстана на расстоянии приблизительно 24 км по прямой на юго-запад от районного центра города Нижнекамск на автомобильной дороге Нижнекамск-Камские Поляны.

## История
Основано в 1920-х годах.

## Население
Постоянных жителей было: в 1926 году- 187, в 1938—469, в 1949—376, в 1958—381, в 1970—522, в 1979—452, в 1989—265, в 2002 − 269 (татары 95 %), 271 в 2010.